# La noia
La noia (pol. nuda) – singel włoskiej piosenkarki Angeliny Mango, wydany 7 lutego 2024 nakładem wytwórni LaTarma Records, pochodzący z albumu studyjnego Poké melodrama.
Kompozycja reprezentowała Włochy w 68. Konkursie Piosenki Eurowizji w Malmö.

## Powstanie utworu i historia wydania
Utwór skomponowali i napisali Francesca „Madame” Calearo, Dario „Dardust” Faini oraz sama wokalistka, a za produkcję utworu odpowiadają Dardust oraz E.D.D. Rytm utworu jest zainspirowany przez kolumbijską muzykę, stworzoną do tańca cumbia.
Mango skomentowała tematykę utworu, mówiąc: z Madame i Dardustem zanim spotkać się artystycznie, spotkałam się po ludzku, i to pomogło nam znaleźć treść piosenki: kiedy usłyszałam demo, pomyślałam, że to mogłoby być dobre na San Remo. Pomysł cumbii pojawił się podczas rozmowy z nimi; to sposób, w jaki podchodzę do życia. […] [ta piosenka zrodziła się z] refleksji nad czasem. Nuda jest postrzegana jako coś negatywnego, ale w rzeczywistości jest to czas, który poświęcasz sobie, który pozwala ci odkryć siebie. Pomiędzy życiem pełnym wzlotów i upadków a życiem pełnym nudy, zawsze wybiorę życie pełne wzlotów i upadków, ale zawsze zostawię sobie czas [również] na nudę.
Utwór zaprezentowany został premierowo podczas pierwszego wieczoru 74. Festiwalu Piosenki Włoskiej w San Remo.

## Teledysk
Do piosenki został zrealizowany teledysk, za którego reżyserię odpowiada Giulio Rosati. Premiera klipu odbyła się 7 lutego 2024 na oficjalnym kanale piosenkarki w serwisie YouTube. Mango została w nim przedstawiona w postaci Meduzy.

## Konkurs Piosenki Eurowizji

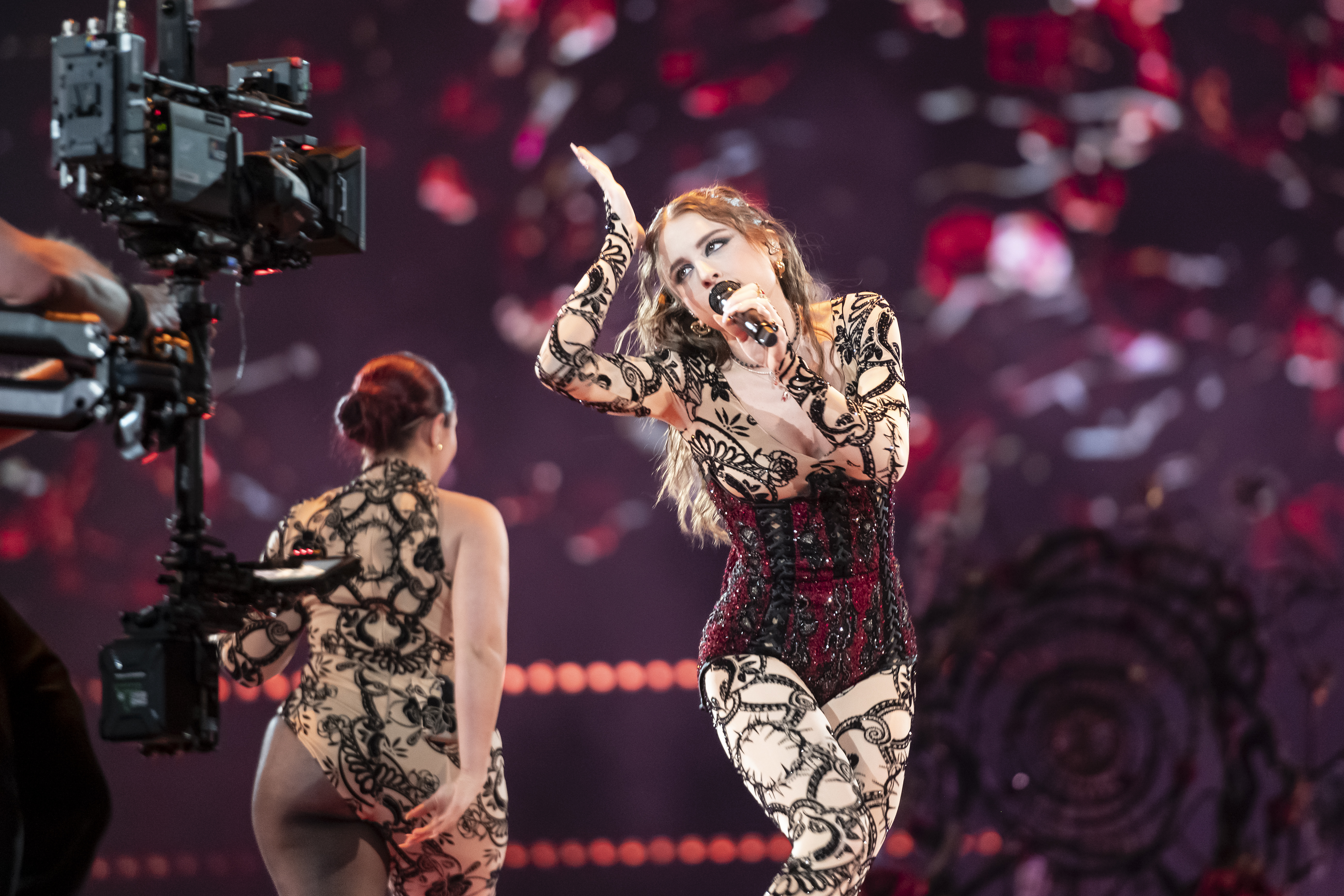
Angelina Mango w trakcie swojego występu podczas próby kostiumowej drugiego półfinału 68. Konkursu Piosenki Eurowizji w Malmö (2024)

10 lutego propozycja zwyciężyła w finale 74. Festiwalu Piosenki Włoskiej w San Remo, dzięki czemu uzyskała prawo do reprezentowania Włoch w 68. Konkursie Piosenki Eurowizji. Sama Mango stała się pierwszą kobietą, która zwyciężyła ten festiwal od 2014 roku. Piosenkarka skomentowała, że wraz z zespołem autorów utworu rozważali możliwość przetłumaczenia części tekstu na język angielski bądź hiszpański w wersji przeznaczonej na konkurs Eurowizji, jednak ostatecznie zadecydowano, że w celach konkursowych utwór pozostanie w pełni po włosku.
Podczas finału utwór został zaprezentowany jako 15 z kolei, otrzymał 164 punkty od jury i 104 punkty od widzów i ostatecznie z liczbą 268 punktów znalazł się na 7. miejscu. Za scenografię występu Mango odpowiadał Mecnun Giasar.

## Lista utworów
| Digital download / media strumieniowe | Digital download / media strumieniowe | Digital download / media strumieniowe |
| Nr                                    | Tytuł utworu                          | Długość                               |
| ------------------------------------- | ------------------------------------- | ------------------------------------- |
| 1.                                    | „La noia”                             | 3:09                                  |

## Pozycje na listach
| Kraj       | Notowanie (2024)     | Najwyższa pozycja |
| ---------- | -------------------- | ----------------- |
| Chorwacja  | ARC Top 40           | 22                |
| San Marino | Top 50 – Radio SMRTV | 2                 |
| Szwajcaria | Singles Top 100      | 11                |
| Włochy     | FIMI                 | 4                 |

## Certyfikat
| Kraj          | Certyfikat      | Sprzedaż |
| ------------- | --------------- | -------- |
| Włochy (FIMI) | platynowa płyta | 100 000+ |